# PERT
PERT (ang. Program Evaluation and Review Technique technika programowania oceny i zmian) – technika diagramów sieci czynności opisanych za pomocą łuków, oznaczających oczekiwany czas trwania czynności oraz technika estymacji oczekiwanego czasu realizacji projektu.
Została opracowana przez Departament Obrony Stanów Zjednoczonych w latach 1956–1957, na potrzeby marynarki wojennej USA podczas realizacji projektu budowy rakiet balistycznych Polaris. Początkowo wykorzystywana głównie przy dużych, wieloletnich programach wojskowych, z czasem znalazła również zastosowanie w projektach cywilnych.
W metodzie PERT projekt jest przedstawiany w postaci diagramu sieciowego, czyli grafu skierowanego, którego wierzchołki stanowią zadania składające się na projekt, natomiast łuki reprezentują ukierunkowane powiązania pomiędzy zadaniami i są do nich przypisane czasy trwania poszczególnych czynności wymaganych do przejścia do następnego zadania.
Podobnie jak w przypadku metody CPM istotą metody PERT jest analiza ścieżki krytycznej. Różnica pomiędzy obiema metodami polega na traktowaniu w metodzie PERT czasu trwania zadania jako zmienną losową, nie natomiast jako zmienną zdeterminowaną, jak w przypadku metody CPM.
Takie ujęcie czasu trwania zadań składających się na projekt pozwala zastosować metody statystyczne do oceny czasowego ryzyka ukończenia zadań, grup zadań i całości projektu oraz określania prawdopodobieństwa ich ukończenia w z góry zadanym terminie.
Parametry rozkładu prawdopodobieństwa czasu zakończenia zadania szacuje się na podstawie trzech zmiennych:
- optymistycznego czasu zakończenia zadania {\displaystyle (O)}
- najbardziej prawdopodobnego czasu zakończenia zadania {\displaystyle (M)}
- pesymistycznego czasu zakończenia zadania {\displaystyle (P)}

Na podstawie tych zmiennych szacuje się czas oczekiwany zakończenia zadania, który jest podstawą analizy ścieżki krytycznej oraz wariancję czasu oczekiwanego, która określa spodziewaną różnicę szacowanego czasu oczekiwanego zakończenia zadania od rzeczywistego czasu trwania czynności. Szacunek {\displaystyle T_{E}} jest najczęściej oparty na średniej ważonej:
{\displaystyle T_{E}={\frac {O+4M+P}{6}}}
Metoda CPM, choć opracowana niezależnie, jest szczególnym przypadkiem metody PERT – takim, w którym wszystkie trzy zmienne czasowe poszczególnych zadań mają taką samą wagę.
Do najważniejszych zalet metody PERT należą:
- możliwość zarządzania dużymi i złożonymi projektami
- nieskomplikowane obliczenia
- graficzna prezentacja
- możliwość oceny ryzyka czasowego ukończenia zadań i projektu
- możliwość szacowania prawdopodobieństwa ukończenia zadań, jak i całego projektu w zadanym terminie

Wady metody PERT to przede wszystkim:
- mała elastyczność metody w trakcie realizacji projektu ze względu na deterministyczny charakter sieci
- duża subiektywność przy ocenie czasów realizacji zadań.